# Amanda (Filmpreis)/Beste Regie
Amanda: Beste Regie
Gewinner und Nominierte in der Kategorie Beste Regie (Årets regi) seit der ersten Verleihung des nationalen norwegischen Filmpreises 2005. Ausgezeichnet werden die besten einheimischen Filmregisseure des vergangenen Kinojahres. 
Die unten aufgeführten Filme werden mit ihrem Originaltitel und Verleihtitel (sofern ermittelbar) angegeben, davor steht der Name des Filmregisseurs.

## Preisträger und Nominierungen von 2005 bis 2009
2005
Aksel Hennie – Uno
Bent Hamer – Factotum
Erik Poppe – Hawaii, Oslo

2006
Jens Lien – Anderland (Den brysomme mannen)
Petter Næss – Elling – Lieb mich morgen (Elling – Elsk meg i morgen)
Arild Fröhlich – Ein Wachhund für Mama oder wie man aus einem Pudel einen Pitbull macht (Pitbullterje)

2007
Joachim Trier – Auf Anfang (Reprise)
Marius Holst – Blodsbånd
Erik Richter Strand – Sønner – Dunkle Geheimnisse (Sønner)

2008
Stian Kristiansen – Der Mann, der Yngve liebte (Mannen som elsket Yngve)
Bent Hamer – O’ Horten
Morten Tyldum – Varg Veum – Falne engler

2009
Arild Fröhlich – Fatso – Und wovon träumst du? (Fatso)
Erik Poppe – Troubled Water (DeUSYNLIGE)
Espen Sandberg und Joachim Rønning – Max Manus

## Preisträger/-innen und Nominierungen von 2010 bis 2019
2010
Sara Johnsen – Stadtneurosen (Upperdog)
Arild Østin Ommundsen – Rottenetter
Gunnar Vikene – Vegas

2011
Erik Skjoldbjærg – Nokas
Anne Sewitsky – Anne liebt Philipp (Jørgen + Anne = sant)
Maria Sødahl – Limbo

2012
Joachim Trier – Oslo, 31. August (Oslo, 31. august)
Morten Tyldum – Headhunters (Hodejegerne)
Arild Andresen – Kompani Orheim

2013
Dag Johan Haugerud – Wie du mich siehst (Som du ser meg)
Hisham Zaman – Der Junge Siyar (Før snøen faller)
Espen Sandberg und Joachim Rønning – Kon-Tiki

2014
Eskil Vogt – Blind
Hisham Zaman – Brev til Kongen
Erik Poppe – Tausendmal gute Nacht (Tusen ganger god natt)

2015
Aslaug Holm – Brødre
Bent Hamer – 1001 Gramm (1001 Gram)
Gunnar Vikene – Kill Billy (Her er Harold)

2016
Joachim Trier – Louder Than Bombs
Halkawt Mustafa – El Clásico
Roar Uthaug – The Wave – Die Todeswelle (Bølgen)

2017
Izer Aliu – Fluefangeren
Erik Poppe – The King’s Choice – Angriff auf Norwegen (Kongens nei)
Kim Hiorthøy – The Rules for Everything

2018
Iram Haq – Was werden die Leute sagen (Hva vil folk si)
Erik Poppe – Utøya 22. Juli (Utøya 22. juli)
Joachim Trier – Thelma

2019
Hans Petter Moland – Pferde stehlen (Ut og stjæle hester)
Magnus Meyer Arnesen – As I Fall (Når jeg faller)
Eirik Svensson – Harajuku

## Preisträger/-innen und Nominierungen ab dem Jahr 2020
2020
Dag Johan Haugerud – Barn
Jorunn Myklebust Syversen – Disco
Maria Sødahl – Hope (Håp)
2021
Yngvild Sve Flikke – Ninjababy
Benjamin Ree – The Painter and the Thief (Kunstneren og tyven)
Silje Salomonsen, Arild Østin Ommundsen – Tottori! – Kopfüber ins Abenteuer (Tottori! Sommeren vi var alene)
2022
Eskil Vogt – The Innocents (De uskyldige )
Joachim Trier – Der schlimmste Mensch der Welt (Verdens verste menneske)
John Andreas Andersen – The North Sea (Nordsjøen)
2023
Ole Giæver – Ellos Eatnu – Let The River Flow (Ellos eatnu – La elva leve)
Franciska Seifert Eliassen – Sister, What Grows Where Land Is Sick? (Den siste våren)
Leiv Igor Devold – Norwegian Dream
2024
Dag Johan Haugerud – Oslo-Stories: Sehnsucht (Sex)
Benjamin Ree – Das fantastische Leben des Ibelin (Ibelin)
Silje Evensmo Jacobsen – Wild und Frei (Ukjent landskap)
2025
Lilja Ingolfsdottir  – Loveable (Elskling)
Dag Johan Haugerud – Oslo-Stories: Träume (Drømmer)
Halfdan Ullmann Tøndel – Armand